# La reina del aire y la oscuridad (Anderson)
La reina del aire y la oscuridad es una novela corta de Poul Anderson publicada en 1971 y ambientada en un planeta cuyos aborígenes parecen tener una enorme similitud con los seres de las leyendas nórdicas, como hadas y trasgos.
El sonoro título, hay que hacerlo notar, no fue idea original de Anderson. En 1922 el poeta A. E. Housman ya lo había utilizado en sus obras e incluso el también escritor de ciencia ficción T. H. White lo puso como título de una de sus novelas de fantasía. En realidad, el uso es muy anterior: La reina del aire y la oscuridad es uno de los títulos otorgados a la Reina de las Hadas, la Reina Mab, de la obra teatral de Shakespeare Romeo y Julieta.

## La trama
Entre los colonos del planeta Roland existe un folclore supersticioso que habla de antiguos moradores del planeta semejantes a duendes y hadas, y una poderosa reina que gobierna a este pueblo etéreo que habita la cálida zona polar norte, siempre en penumbra.
Eric Sherrinford, un detective privado emigrado de otro planeta colonia es contratado por Barbro, una científica cuyo hijo ha sido raptado de en medio de un campamento humano sin dejar huellas, cuando se encontraban de expedición en las regiones del norte. Barbro cree que el pueblo de los extraños es real y que son ellos quienes se han llevado a su hijo.

## La novela
La obra, de gran popularidad, ha sido objeto de estudio (por ejemplo, el minucioso ensayo de Patrick L. McGuire). Y en especial, se han examinado las premisas científicas y sociales del relato, su plausibilidad; y en lo referente a su estilo, el uso de arquetipos en la narración, como recurso y como tema.
Son dos aproximaciones acertadas, sin duda; pero el entusiasmo mostrado en algunas de estas críticas hoy en día parece desmedido.

### Ciencia ficción dura
La parte más perdurable de esta obra dentro de la literatura de género es sin duda la invención del entorno que hace posible la historia, el múltiple nóvum fabricado por Anderson y que acerca esta novela al género de la ciencia ficción dura.
Carlomagno es una estrella que emite un nivel de radiación mucho mayor que nuestro sol. Roland se encuentra en la franja habitable de este sistema, pero con una órbita muy excéntrica que reduce la presencia del sol en el cielo, y una inclinación de 10 grados en su eje. Además, su masa es menor que la de la Tierra, por lo que la aceleración de la gravedad en su superficie es de 0,42 g, menos de la mitad que en la Tierra, y sin embargo, la atmósfera es mucho más densa debido, según Anderson, a que las lunas de Roland son de masa reducida (por aquellos años, existía la teoría de que la Tierra había perdido parte de su atmósfera debido a la acción gravitatoria de la Luna).
Las consecuencias de estas características son que la región polar de Roland, debido a la inclinación del eje, permanece en la oscuridad durante la mitad del año, pero a una agradable temperatura. La alta emisión de partículas de Carlomagno, además, produce una continua lluvia sobre la atmósfera, creando una aurora boreal continua que ilumina el cielo nocturno, una luz irreal de cuento de hadas.
Por otra parte, su baja gravedad y la alta densidad atmosférica permitirían la existencia de grandes seres alados, capaces de volar incluso con un peso a cuestas.
Anderson, además, debe procurarse otros artificios para completar su imitación del país de las hadas. Por una parte, da pábulo a la posibilidad de la telepatía, en base a los hoy muy dudosos estudios soviéticos (McGuire menciona específicamente uno de I. M. Kogan de 1969). La explicación de Anderson (una de las posibles en aquella época) es que el sistema nervioso central se comporta como un sistema emisor y receptor de ondas de gran longitud. En el ser humano, este sistema es primitivo, no se ha desarrollado debido a que el sistema visual ha supuesto una ventaja evolutiva mucho mayor. En un planeta como Roland, argumenta Anderson a través del protagonista, con una región habitable en permanente penumbra, un sistema receptor de estas características pudo haber desplazado a la visión como principal canal de información.
Aunque hoy en día estas aseveraciones son muy cuestionables, en el momento de su publicación eran perfectamente plausibles, y constituyen una parte fundamental del nóvum de la novela.
Para completar el efecto fantástico, Anderson postula una última característica de la civilización aborigen de Roland. A diferencia de la terráquea, su tecnología se ha desarrollado a partir de las ciencias biológicas antes que las físicas (mecánicas, dice). Gracias a ello han podido “crear” nuevas especies inteligentes, semejantes a los humanos e ideadas con la intención de fomentar la superstición local: hombres planta o semejantes a centauros, fantasmales o de gran poderío físico…
Esto sirve a Anderson para sugerir una temática realmente interesante: el choque de civilizaciones tan diferentes, las dificultades de comprensión y, sobre todo, las posibilidades de enriquecimiento mutuo. Los aborígenes de Roland pueden enseñar mucho a los terráqueos acerca de psicología y biología, estas ciencias pueden alcanzar una revolución espectacular gracias a este contacto.
Sin embargo, pese a mencionar estas posibilidades, Anderson desdeña explorarlas en su obra, que se ciñe más bien a las características de la edad de oro: supremacía de los humanos y confianza en la tecnología, la tradicional, la mecánica. Así, toda la civilización oculta de Roland, con sus capacidades telepáticas, sus habilidades manipulativas, su paciencia de siglos, son desbaratadas sin problemas por la iniciativa de un único ser humano.

### Plausibilidad
Sin duda, Anderson propone unas premisas bien asentadas, coherentes con el conocimiento científico de su época. Sin embargo, el pacto de ficción se tambalea en lo que se refiere a los personajes, su modo de comportarse y las consecuencias probables de sus actos.
Anderson plantea un escenario impecable, pero sus personajes tanto a nivel individual como a nivel global (como sociedad) se mueven torpemente en él. Esto resulta especialmente claro en el final de la novela, inverosímil en muchos aspectos.

### Libertarismo
A similitud de Heinlein, Anderson era un convencido creyente en las bondades de una sociedad libertaria, con escasa o nula intervención por parte del estado. La novela no profundiza demasiado en estas ideas, pero sí que se pueden observar algunas huellas de estas convicciones.
Roland es un planeta en la frontera, desvinculado por completo de la Tierra e incluso de otros planetas colonizados. Su economía está por completo descentralizada y más de la mitad de la población son colonos, alejados de cualquier ciudad, poseedores de miles de hectáreas de explotación agrícola. Anderson no llega al punto de alabar este estilo de vida, pero se deja intuir su complacencia cuando obvia mencionar las muy probables incomodidades. En cambio, sí deja claro que su protagonista, Sherrinford, es un emigrado de otro planeta, demasiado burocratizado para su gusto, deseoso de cambiar de aires y encontrar desafíos en un territorio virgen como Roland.

### Retórica y poética
Esta novela constituye un perfecto ejemplo del estilo de Anderson, de sus puntos fuertes y, especialmente, de sus debilidades.
La narración es clara e incluso utiliza algunos recursos poéticos con notable acierto, especialmente en las descripciones. Sin embargo, el tratamiento de personajes es torpe y recurre con demasiado descaro al uso de estereotipos. Por ejemplo, resulta a ratos divertida y a ratos vacua la deliberada identificación del protagonista, Sherrinford, con el detective Sherlock Holmes. Algunos críticos quieren ver en este recurso una profundización en el tema de los arquetipos, que vertebra la novela; pero el éxito de Anderson en este asunto es relativo.
Especialmente antinatural resulta la plasmación de los diálogos, a los que apenas se les puede dar tal nombre, dado que la mayoría resultan no ser otra cosa que monólogos expositivos de las ideas de Anderson a través del personaje principal.

## Conclusión
La reina del aire y la oscuridad es una obra muy representativa de Anderson, especialmente acertada en la elección y justificación de sus premisas científicas y que recrea un escenario muy sugerente. No es descartable que sus ideas, sugeridas pero no desarrolladas, influyeran o fueran influidas por obras de la nueva ola, como Al oeste del Edén (Harry Harrison, 1984) o incluso a las novelas del Ecumen de Ursula K. Le Guin. Solo por esto ya merece la pena leerla.
Sin embargo, estilísticamente es irregular, con un buen nivel en la prosa pero torpe en los diálogos y una poco natural caracterización de los personajes y situaciones que debilita el pacto de ficción.

## Premios

### Obtenidos
- 1972: Premio Nebula de relato largo
- 1972: Premio Hugo de novela corta
- 1972: Premio Locus a mejor relato corto

### Finalista
- 1999: Encuesta Locus sobre mejor novela corta de todos los tiempos - Puesto 34º

| Predecesor                                   | Premios de La reina del aire y la oscuridad | Sucesor                                            |
| -------------------------------------------- | ------------------------------------------- | -------------------------------------------------- |
| Escultura lenta de Theodore Sturgeon         | Premio Nébula al mejor relato (1972)        | El canto del chivo de Poul Anderson                |
| Aciago encuentro en Lankhmar de Fritz Leiber | Premio Hugo a la mejor novela corta (1972)  | El nombre del mundo es Bosque de Ursula K. Le Guin |
| The Region Between de Harlan Ellison         | Premio Locus al mejor relato corto (1972)   | Los que se alejan de Omelas de Ursula K. Le Guin   |

- Datos: Q4503218